# ميكا ألبرتي
ميكا ألبرتي (بالإنجليزية: Micah Alberti)‏ مواليد 19 أغسطس 1984 في أوريغون، ويسكونسن، الولايات المتحدة، هو ممثل أمريكي بدأ مسيرته الفنية سنة 2002.

## الأعمال
- الفطيرة الأمريكية: معسكر الفرقة
- سمولفيل
- أز ذا وورلد تيرنز
- 8 قواعد بسيطة
- سي إس آي: ميامي

## روابط خارجية
- ميكا ألبرتي على موقع IMDb (الإنجليزية)
- ميكا ألبرتي على موقع ألو سيني (الفرنسية)
- ميكا ألبرتي على موقع أول موفي (الإنجليزية)
- ميكا ألبرتي على موقع قاعدة بيانات الفيلم (الإنجليزية)
- ميكا ألبرتي على موقع كينوبويسك (الروسية)